# Waalse Pijl 1992
De 56e editie van de Waalse Pijl werd gehouden op woensdag 15 april 1992. Het parcours had een lengte van 207 kilometer. De start lag in Spa en de finish was op de Muur van Hoei. Van de 175 gestarte renners bereikten 52 coureurs in het barre weer de eindstreep. Winnaar was de 26-jarige Italiaan Giorgio Furlan, rijdend in dienst van zijn landgenoot Moreno Argentin, die zijn eerste grote overwinning behaalde. 

## Verloop
Moreno Argentin, de winnaar van 1990 en 1991, verscheen als favoriet aan de start. Het was zijn ploeggenoot Giorgio Furlan die verrassend met de zege aan de haal ging. Argentin was in de koude, natte Ardennen niet in beste doen en hij had een plan. “Zelf had ik geen goede benen. Het was ook te koud. Furlan heb ik weggestuurd. Ja, dit was een tactische triomf”, verklaarde Argentin die als negende finishte.
Op zeven kilometer voor het einde ontstond een kopgroep van vijf renners: de Italiaanse ploegmaats Furlan en Davide Cassani, de Belg Luc Roosen, de Noor Atle Kvålsvoll en de Fransman Gérard Rué. De Nederlanders Steven Rooks en Gert-Jan Theunisse bleven in het wiel van Argentin en misten zo de slag. Furlan kwam als eerste over de eindstreep met 9 seconden voorsprong op de nummer twee Rué. Cassani completeerde met de derde plaats het succes voor zijn ploeg. Luc Roosen was met de zevende plek de beste Belgische renner. Hij finishte vlak voor Rooks die achtste werd. Theunisse viel als elfde net buiten de top tien.

## Uitslag
| Waalse Pijl 1992 |                      |                             |          |
| Plaats           | Naam                 | Ploeg                       | Tijd     |
| Winnaar          | Giorgio Furlan       | Ceramiche-Ariostea          | 5u29'22" |
| 2                | Gérard Rué           | Castorama-Sodime            | + 9"     |
| 3                | Davide Cassani       | Ceramiche-Ariostea          | + 16"    |
| 4                | Vjatsjeslav Jekimov  | Panasonic-Sportlife         | z.t.     |
| 5                | Pedro Delgado        | Banesto                     | + 23"    |
| 6                | Atle Kvålsvoll       | Z-LeMond                    | + 30"    |
| 7                | Luc Roosen           | Tulip Computers-Koga Miyata | + 44"    |
| 8                | Steven Rooks         | Buckler-Colnago-Decca       | + 58"    |
| 9                | Moreno Argentin      | Ceramiche-Ariostea          | + 1'05"  |
| 10               | Frank Van Den Abeele | Lotto-Mavic-MBK             | z.t.     |

1936 · 1937 · 1938 · 1939 · 1940 · 1941 · 1942 · 1943 · 1944 · 1945 · 1946 · 1947 · 1948 · 1949 · 1950 · 1951 · 1952 · 1953 · 1954 · 1955 · 1956 · 1957 · 1958 · 1959 · 1960 · 1961 · 1962 · 1963 · 1964 · 1965 · 1966 · 1967 · 1968 · 1969 · 1970 · 1971 · 1972 · 1973 · 1974 · 1975 · 1976 · 1977 · 1978 · 1979 · 1980 · 1981 · 1982 · 1983 · 1984 · 1985 · 1986 · 1987 · 1988 · 1989 · 1990 · 1991 · 1992 · 1993 · 1994 · 1995 · 1996 · 1997 · 1998 · 1999 · 2000 · 2001 · 2002 · 2003 · 2004 · 2005 · 2006 · 2007 · 2008 · 2009 · 2010 · 2011 · 2012 · 2013 · 2014 · 2015 · 2016 · 2017 · 2018 · 2019 · 2020 · 2021 · 2022 · 2023 · 2024 · 2025 · 2026
Lijst van beklimmingen